# Ferdinand Walsin Esterhazy
Charles Marie Ferdinand Walsin Esterhazy (ur. 16 grudnia 1847 w Paryżu, zm. 21 maja 1923) – major armii francuskiej, szpiegujący na rzecz Niemiec.

## Życiorys
Był synem generała wywodzącego się z węgierskiego rodu arystokratycznego Esterházych. Prowadził hulaszczy tryb życia, przepuszczając pieniądze rodziny i majątek żony. Aby wybrnąć z kłopotów finansowych, podjął nielegalną współpracę wywiadowczą z armią Niemiec. Działania szpiegowskie zostały wykryte, ale oskarżony w 1894 roku został, jak się później okazało, zupełnie niewinny oficer – Alfred Dreyfus, którego w rezultacie zdegradowano i zesłano na Diabelską Wyspę w Gujanie Francuskiej. Nowo mianowany szef kontrwywiadu – Georges Picquart – w 1895 roku wznowił śledztwo w sprawie Dreyfusa. Wszedł on w posiadanie pisma ambasady niemieckiej do Walsina Esterhazyego dotyczącego jego szpiegowskiej działalności. Ogłoszenie w prasie prywatnych listów Esterhazyego potwierdziło jego autorstwo dokumentu, na podstawie którego skazano Dreyfusa. Zastępca szefa kontrwywiadu – pułkownik Hubert-Joseph Henry – próbował sabotować działania Picquarta, którego zobowiązano do milczenia i przeniesiono do Tunisu. Brat poszkodowanego – Mathieu Dreyfus – walczący niestrudzenie o uwolnienie Alfreda, przekazał informacje prasie, która nadała całej sprawie jeszcze większego rozgłosu. Wobec tego konieczne stało się postawienie Walsina Esterhazyego przed sądem wojskowym. Został on jednak uniewinniony.
Uniewinnienie to stało się przyczyną napisania przez Émile’a Zolę listu otwartego do prezydenta Republiki Francuskiej J’Accuse…! (Oskarżam...!), w którym autor, domagając się natychmiastowego zwrócenia wolności Dreyfusowi, przedstawiał dowody na winę Walsina Esterhazyego. Opublikowanie tego listu doprowadziło do uwięzienia Picquarta i ucieczki zarówno oskarżonego o oszczerstwo Zoli, jak i Esterhazyego. Obydwaj, by uniknąć konfrontacji z wymiarem sprawiedliwości przenieśli się do Londynu. Będąc w Anglii, Esterhazy pisywał m.in. do antysemickiego pisma „La Libre Parole”. Umarł poza krajem w 1923 roku.